# Psicosa
La psicosa (D-psicosa, D-alulosa o alulosa) es un monosacárido de seis carbonos con un grupo cetona por lo que pertenece al grupo de las cetosas y dentro de este al de las cetohexosas. La psicosa es un epímero en el carbono 3 de la D-fructosa y se encuentra presente en pequeñas cantidades en productos agrícolas y en ciertos preparados comerciales de carbohidratos. Es un azúcar muy poco común en la naturaleza y cuando se encuentra siempre es en pequeñas cantidades. La D-psicosa tan solo da lugar al 0.3% del metabolismo energético que da una cantidad equivalente de sacarosa. 
Su nombre deriva del antibiótico psicofuranina, a partir del cual puede ser aislada. Actualmente, se está investigando cómo utilizar la psicosa en la dieta para combatir ciertos desórdenes como la hiperglucemia, la hiperlipidemia y la obesidad.